# خالد العباد
خالد بن صالح بن عباد العباد، رئيس المراسم الملكية في الديوان الملكي السعودي. عُين في منصبة بتاريخ 17 رجب 1436هـ - 5 مايو 2015م، بأمر من الملك سلمان بن عبد العزيز آل سعود، خلفا لمحمد الطبيشي والذي أعفي من منصبه..
ولد في مكة المكرمة عام 1959م، وحصل على شهادة البكالوريوس في الاقتصاد الدولي من جامعة الملك سعود عام 1982م، ودورة في الدبلوماسية والبروتوكول في المملكة المتحدة عام 2003م. التحق بالعمل في المراسم الملكية عام 1986م حيث عمل كأمين مراسم في المراسم الملكية من عام 1986م إلى عام 2007م ، كما عمل مساعداً لرئيس مراسم سمو ولي العهد من عام 2007م إلى عام 2011م. ثم مديراً للمراسم الملكية في منطقة مكة المكرمة من عام 2011م إلى 2014م، وكلف بمهام مراسم سمو ولي العهد من عام 2014م حتى عام 2015م.